# Хаїр Марруфо
Хаїр Марруфо (ісп. Jair Marrufo, Ель-Пасо, 7 червня 1977) — футбольний арбітр США.

## Кар'єра
Став футбольним арбітром завдяки своєму батькові, Антоніо Марруфо, який був мексиканським футбольним арбітром.
Обслуговував матчі Major League Soccer з 2002 року, а 1 січня 2007 року у віці 29 років отримав статус арбітра ФІФА. 2008 року був названий арбітром року у МЛС.
Його міжнародний дебют відбувся 17 жовтня 2007 на матч Кубка націй ОФК 2008 року між Фіджі і Новою Зеландією (0:2). Таким чином Марруфо дебютував у конфедерації ОФК будучи членом КОНКАКАФ.
У 2008 році він був обраний арбітром на футбольний турнір Олімпійських іграх у Пекіні, де обслуговував матч чвертьфіналу Нідерланди-Аргентина.
У жовтні 2009 року отримав запрошення на юнацький чемпіонат світу серед юнаків до 17 років в Нігерії. За кілька місяців до цього він обслуговував матчі Золотого кубка КОНКАКАФ, який проходив в США (в майбутньому також незмінно залучався до турнірів 2011 і 2013 років).
Його ім'я було включено в список з 38 попередньо відібраних ФІФА арбітрів до ЧС-2010, але в лютому 2010 року не потрапив у фінальну заявку.
У квітні 2012 року знову був включений ФІФА в список з 52 суддів і для наступного ЧС-2014, але і цього разу на турнір заявлений не був.
В жовтні 2013 року був включений у список арбітрів на Чюнацький чемпіонат світу серед юнаків до 17 років, відпрацювавши на двох матчах групового етапу та чвертьфіналі.
У 2016 році був арбітром Столітнього Кубка Америки, де обслуговував зустрічі групового етапу.
У 2018 році рішенням ФІФА обраний головним арбітром для обслуговування матчів чемпіонату світу в Росії,..